# Championnat britannique des voitures de tourisme 1960
Le Championnat britannique des voitures de tourisme 1959 était la 3e saison du championnat britannique des voitures de tourisme, remporté par Doc Shepherd et son Austin A40, concourant pour l'écurie Don Moore Racing. La première course s'est déroulée à Brands Hatch le 18 avril 1960 et la dernière course s'est tenue sur le même circuit le 16 octobre 1960.

## Règlement
À partir de cette 3e saison, les différentes catégories de cylindrées sont abolies, et tous les concurrents ont disputé le championnat avec un véhicule ne devant pas dépasser les 1 000 cm3 autorisés.

## Calendrier
| Manche | Circuit      | Date       | Pilote vainqueur | Ecurie vainqueur      | Voiture vainqueur |
| ------ | ------------ | ---------- | ---------------- | --------------------- | ----------------- |
| 1      | Brands Hatch | 18 avril   | Doc Shepherd     | Don Moore Racing      | Austin A40        |
| 2      | Snetterton   | 24 avril   | Gawaine Baillie  | Gawaine Baillie       | Jaguar Mk2 3.8    |
| 3      | Mallory Park | 8 mai      | Doc Shepherd     | Don Moore Racing      | Austin A40        |
| 4      | Oulton Park  | 6 juin     | Don Parker       | Non connu             | Jaguar XK 150     |
| 5      | Snetterton   | 19 juin    | Jack Sears       | Equipe Endeavour      | Jaguar Mk2 3.8    |
| 6      | Brands Hatch | 1er août   | Roy Salvadori    | John Coombs           | Jaguar Mk2 3.8    |
| 7      | Brands Hatch | 29 août    | Jack Sears       | Equipe Endeavour      | Jaguar Mk2 3.8    |
| 8      | Brands Hatch | 16 octobre | Albert Powell    | Universal Gearbox Co. | Jaguar 3.4        |

## Classement final

### Pilotes
| Championnat pilotes | Championnat pilotes | Championnat pilotes | Championnat pilotes         | Championnat pilotes |
| Pos.                | Pilote              | Voiture             | Ecurie                      | Points              |
| ------------------- | ------------------- | ------------------- | --------------------------- | ------------------- |
| 1                   | Doc Shepherd        | Austin A40          | Don Moore Racing            | 48                  |
| 2                   | John Young          | Ford Anglia         | Superspeed Conversions Ltd. | 30                  |
| 3                   | Edward Lewis        | Austin A40          | Non connu                   | 13                  |
| 4                   | John Aley           | Austin A35          | Cambridge Racing            | 6                   |
| 4                   | Andrew Hedges       | Austin A40          | Scuderia Light Blue         | 6                   |